# William Molyneux
William Molyneux, irski filozof in politik, * 17. april 1656, Dublin, Irska, † 11. oktober 1698, Dublin.
Študiral je na Trinity College, Dublin. Bil je član Kraljeve družbe, ustanovil pa je tudi Dublinsko filozofsko družbo.
V filozofiji je poznam po t. i. »Molyneuxovem problemu«, ki ga je v korespondenci zastavil angleškemu filozofu Johnu Locku:
če se oseba rodi slepa in je s tipom sposobna razlikovati kocko od krogle, ali je potem, ko spregleda, zmožna že z vidom določiti, kaj je kocka, kaj pa krogla. Nerešeno vprašanje je, ali z vidom in tipom zaznavamo ločene zaznave, ali pa enotno zaznavo. 
Podoben problem je v 12. stoletju že zastavil arabski filozof Ibn Tufajl.
Njegov edino preživeli otrok, Samuel Molyneux, je postal astronom in politik.